# Люди в білому
«Люди в білому» (англ. Men in White) — американська телевізійна фантастична комедія 1998 року. Пародія на фільм «Люди в чорному».

## Сюжет
Ед і Рой — звичайні сміттярі, які постійно потрапляють в комічні ситуації. Але все змінюється, коли до Землі прилітає гігантський інопланетний корабель. ЦРУ вирішує завербувати Роя і Еда для боротьби з прибульцями.

## У ролях
| Актор            | Роль                            |
| ---------------- | ------------------------------- |
| Томас Ф. Вілсон  | Ед Клінгботтом                  |
| Карім Принц      | Рой Дубров                      |
| М. Еммет Волш    | Стенлі Снайдер                  |
| Брайон Джеймс    | генерал                         |
| Вігальд Бонінг   | Стренджмайстер                  |
| Бен Стайн        | людина у голові Стренджмайстера |
| Джордж Кеннеді   | заступник генерала              |
| Донна Д'Ерріко   | прес-секретар                   |
| Баррі Боствік    | президент Сміт                  |
| Роджер Халстон   |                                 |
| Дон Страуд       |                                 |
| Джон Бішоп       | Джі-Мен                         |
| Чарльз Філіп Мур | чужинець 1                      |
| Джон Рицци       | чужинець 2                      |